# Aurora Plastics Corporation
La Aurora Plastics Corporation è un'azienda statunitense di giocattoli e modellismo.

## Storia
Aurora Plastics Corporation fu fondata nel marzo 1950 dall'ingegnere Joseph E. Giammarino (1916–1992) e dall'imprenditore Abe Shikes (1908–1997) a Brooklyn, New York. Nel 1954 la sede fu spostata a West Hempstead (New York), Long Island. Inizialmente furono contoterzisti di stampaggio a iniezione

## Chiusura e utilizzo del marchio
Aurora viene liquidata dai suoi fondatori nel 1969. I nuovi proprietari vendono a Nabisco nel 1971. Nabisco vende la divisione di kit in plastica nel 1977 alla Monogram.